# Сіях-Хулак
Сіях-Хулак (перс. سياه خولك) — село в Ірані, у дегестані Сомам, у бахші Ранкух, шагрестані Амлаш остану Ґілян. За даними перепису 2006 року, його населення становило 149 осіб, що проживали у складі 44 сімей.

## Клімат
Середня річна температура становить 11,23°C, середня максимальна – 26,31°C, а середня мінімальна – -4,56°C. Середня річна кількість опадів – 453 мм.
| Клімат поселення                              | Клімат поселення | Клімат поселення | Клімат поселення | Клімат поселення | Клімат поселення | Клімат поселення | Клімат поселення | Клімат поселення | Клімат поселення | Клімат поселення | Клімат поселення | Клімат поселення | Клімат поселення |
| Показник                                      | Січ.             | Лют.             | Бер.             | Квіт.            | Трав.            | Черв.            | Лип.             | Серп.            | Вер.             | Жовт.            | Лист.            | Груд.            |                  |
| Середній максимум, °C                         | 6,70             | 7,09             | 9,66             | 15,34            | 19,79            | 24,28            | 26,31            | 26,19            | 22,84            | 19,06            | 12,78            | 8,14             |                  |
| Середня температура, °C                       | 1,08             | 1,49             | 4,02             | 9,71             | 14,16            | 18,64            | 21,35            | 21,22            | 17,89            | 14,10            | 7,82             | 3,20             |                  |
| Середній мінімум, °C                          | −4,56            | −4,16            | −1,61            | 4,08             | 8,54             | 13,03            | 16,41            | 16,28            | 12,94            | 9,16             | 2,89             | −1,76            |                  |
| Норма опадів, мм                              | 42               | 43               | 65               | 49               | 38               | 14               | 14               | 13               | 20               | 47               | 53               | 55               |                  |
| Середньомісячна швидкість вітру, м/с          | 2.00             | 2.45             | 2.62             | 2.88             | 2.39             | 2.30             | 2.24             | 2.06             | 1.94             | 1.85             | 2.18             | 1.90             |                  |
| Середньомісячна сонячна радіація, кДж/м²·день | 7550             | 9965             | 12362            | 16495            | 20379            | 23042            | 22999            | 20183            | 17082            | 12276            | 9271             | 7234             |                  |
| --------------------------------------------- | ---------------- | ---------------- | ---------------- | ---------------- | ---------------- | ---------------- | ---------------- | ---------------- | ---------------- | ---------------- | ---------------- | ---------------- | ---------------- |
| Джерело:                                      |                  |                  |                  |                  |                  |                  |                  |                  |                  |                  |                  |                  |                  |